# 野又貞夫
野又 貞夫（のまた さだお、1901年（明治34年）12月23日 - 1976年（昭和51年）10月15日）は、日本の商学者・学校経営者・政治家だった人物。 学校法人野又学園初代理事長。数多くの学校長を務めた。北海道旭川市出身。子に野又肇がいる。

## 略歴
- 1919年（大正8年）函館中学校卒業。函館税関に入庁
- 1923年（大正12年）小樽高等商業学校卒業。函館水電株式会社入社
- 1924年（大正13年）函館大谷高等女学校教諭
- 1939年（昭和14年）函館有斗高等学校を創立。学校長に就任
- 1947年（昭和22年）函館市議会議員（1951年まで）
- 1950年（昭和25年）函館理容美容専門学校を創立。学校長に就任
- 1951年（昭和26年）学校法人野又学園理事長に就任。函館自動車学校を創立。学校長に就任（1954年まで）
- 1953年（昭和28年）函館短期大学を創立
- 1954年（昭和29年）函館理容美容専門学校名誉校長、同終身顧問に就任。財団法人函館自動車学園を創立
- 1955年（昭和30年）函館栄養専門学校を創立し、学校長に就任（1963年まで）。同年、函館医療保育専門学校を創立し、学校長に就任
- 1959年（昭和34年）函館女子商業高等学校を創立。学校長に就任
- 1963年（昭和38年）函館短期大学第4代学長に就任
- 1965年（昭和40年）函館大学を創立。函館大学初代学長に就任
- 1966年（昭和41年）函館短期大学附属幼稚園を創立。園長に就任
- 1968年（昭和43年）函館短期大学付設調理師学校を創立。学校長に就任
- 1972年（昭和47年）社会福祉法人貞信福祉会上湯川保育園を創立。理事長に就任
- 1974年（昭和49年）財団法人函館自動車学園理事長[3][4]

## 受賞歴
- 北海道知事表彰（1967年）
- 藍綬褒章（1968年）
- 勲三等瑞宝章（1973年）
- 正五位（1976年）[5]

## 主著
- 『女子実業読本』（1933年（昭和8年））
- 『新式簡易家計簿』（1937年（昭和12年））
- 『解道自楽』（1970年（昭和45年））
- 『清流を求めて』（1975年（昭和50年））
- 『私の読むスケッチ』（1976年（昭和51年））